# دونا
شهر دونا در ایالت زاکسن در کشور آلمان واقع شده است.